# Еоніум шляхетний
Ео́ніум шляхе́тний (Aeonium nobile) — багаторічна рослина родини товстолистих. Ендемік Канарських островів, занесений до Червоного списку Міжнародного союзу Охорони Природи в статусі «Вразливий». Сукулент, відомий як декоративна, зокрема кімнатна, культура.

## Опис

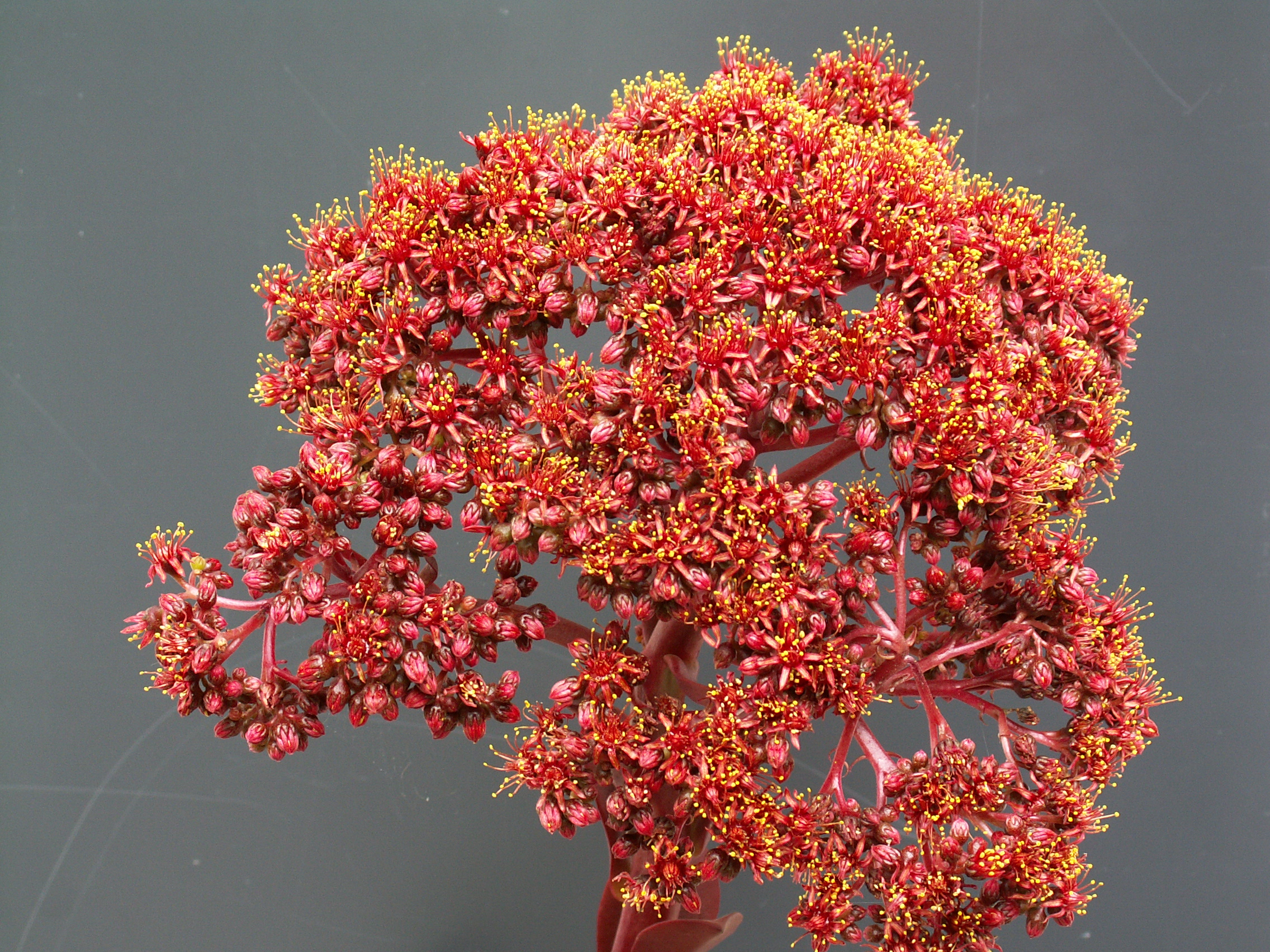
Суцвіття

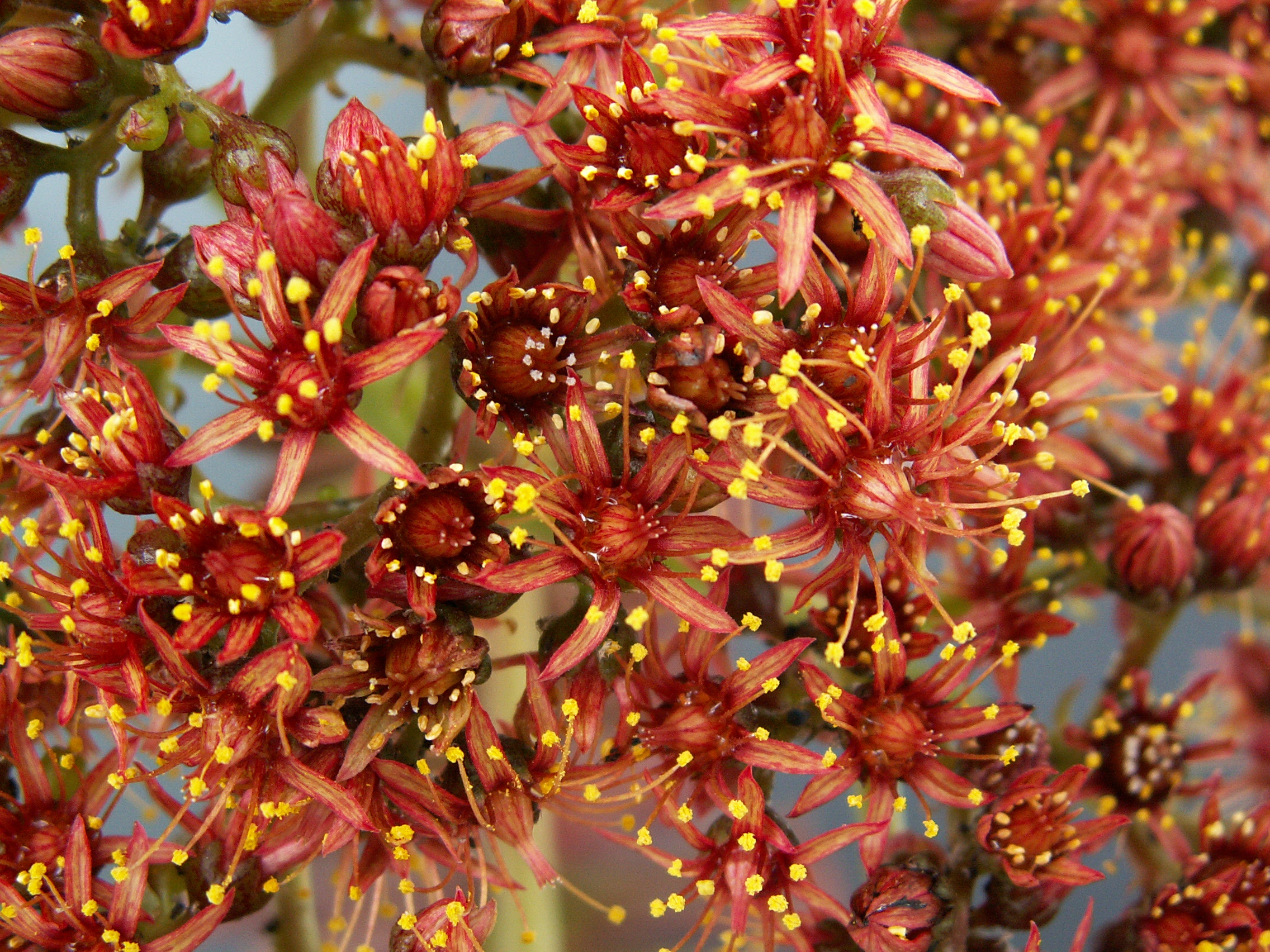
Квіти великим планом

Вічнозелена рослина 30-60 см заввишки. Стебло вкорочене, прямостояче, голе, міцне, завширшки 10-30 мм. Листки округло-ромбічні, голі, злегка загнуті по краях, загострені, зібрані в прикореневу розетку завширшки 25-80 см. У розетці нижні листки розташовані горизонтально, окремо один від одного, а центральні — щільно скупчені і майже вертикально розташовані, внаслідок чого вона нерідко набуває чашоподібної форми. Колір листя міниться від зеленого до оливкового і жовтувато-червоного. Біля основи листки звужені клиноподібно та мають по краях окремі волоски завдовжки 0,5 мм.
Доволі дебелий, прямостоячий квітконос заввишки 30-50 см виходить з середини розетки. Він несе велике зонтикоподібне суцвіття заввишки 20-40 см, завширшки 30-60 см. Квітоніжки слабо опушені, завдовжки 2-5 см. Квітки двостатеві, актиноморфні, дрібні. Чашолистки слабо опушені. Пелюсток 7 або 9, вони ланцетні, загострені, мідно-шарлахові, завдовжки 3-5 мм, завширшки 1-1,5 мм. Тичинки вільні, голі, з жовтими пиляками.

## Поширення та екологія
Еоніум шляхетний родом з Канарських островів. Він належить до вузьких ендеміків цього архіпелагу і зростає лише на північному боці острова Ла-Пальма, де трапляється на висотах від 120 до 800 м над рівнем моря, переважно уздовж берегової лінії. В природі зростає на скелях, в трав'яному покрові розріджених лісів, часто в угрупованнях з Euphorbia canariensis і Kleinia neriifolia. Віддає перевагу вулканічним ґрунтам, відслоненням базальтів. Головними загрозами для дикорослих популяцій цього виду є надмірне випасання худоби, особливо кіз, а також викопування рослин задля колекцій.
Квітне в червні-вересні, цвітіння окремої особини триває понад місяць. Цей вид належить до монокарпіків, тому рослини гинуть відразу після плодоношення.

## Застосування
Еоніум шляхетний належить до найпоширеніших в культурі представників роду.

## Систематика
Вид вперше описаний в 1925 році Робертом Ллойдом Преджером під назвою Sempervivum nobile. 1929 року першовідкривач відніс цю рослину до роду Еоніум. Наразі відомі такі синонімічні назви:
- Megalonium nobile (Praeger) Kunkel
- Sempervivum nobile Praeger[1]